# Sezession
Secesión (en alemán Sezession) es el término con el que se conoce a varios movimientos artísticos de finales del siglo XIX, identificados historiográficamente con el modernismo, y caracterizados por la voluntad rupturista de un grupo de artistas que pretendían fundar un arte nuevo, moderno y libre, frente a las instituciones oficiales, que veían como tradicionales y anquilosadas.
La primera secesión fue la escisión que sufrió la Société des artistes français en 1890; un grupo de artistas liderado por Jean Louis Ernest Meissonier (y tras su muerte, por Puvis de Chavannes, con Auguste Rodin como vicepresidente)  que salieron de esa sociedad y revitalizaron una institución anterior: la Société nationale des beaux-arts (fundada en el entorno de los realistas en 1862), que pasó a organizar exposiciones anuales en  el Salon du Champ-de-Mars (o Salon au Champ-de-Mars, construido en la Exposición Universal de 1878).
 dos semanas después de la exposición oficial de la Academia, en el Salon des Champs-Élysées.
En los años que siguieron, artistas de varios países europeos, especialmente en Europa Central (Imperio Alemán e Imperio Austrohúngaro) tomaron ejemplo de esa actitud y se separaron de las instituciones locales de artistas: así ocurrió en la Secesión de Múnich (Münchner Sezession, escindida de la Münchner Künstlergenossenschaft, 1892) o en la Secesión de Berlín (Berliner Sezession, escindida de la Große Berliner Kunstausstellung o Asociación de Artistas de Berlín, 1898).
El movimiento secesionista más trascendente fue la Secesión de Viena (Wiener Sezession, escindida de la Vereinigung Bildender Künstler Österreich en 1897), y que incluía a Gustav Klimt, Egon Schiele, Oskar Kokoschka y Koloman Moser. Especialmente Klimt favoreció la decoración estilo art nouveau. El desarrollo del estilo llevaría en las décadas siguientes (hacia 1920) a las formas del art decó.

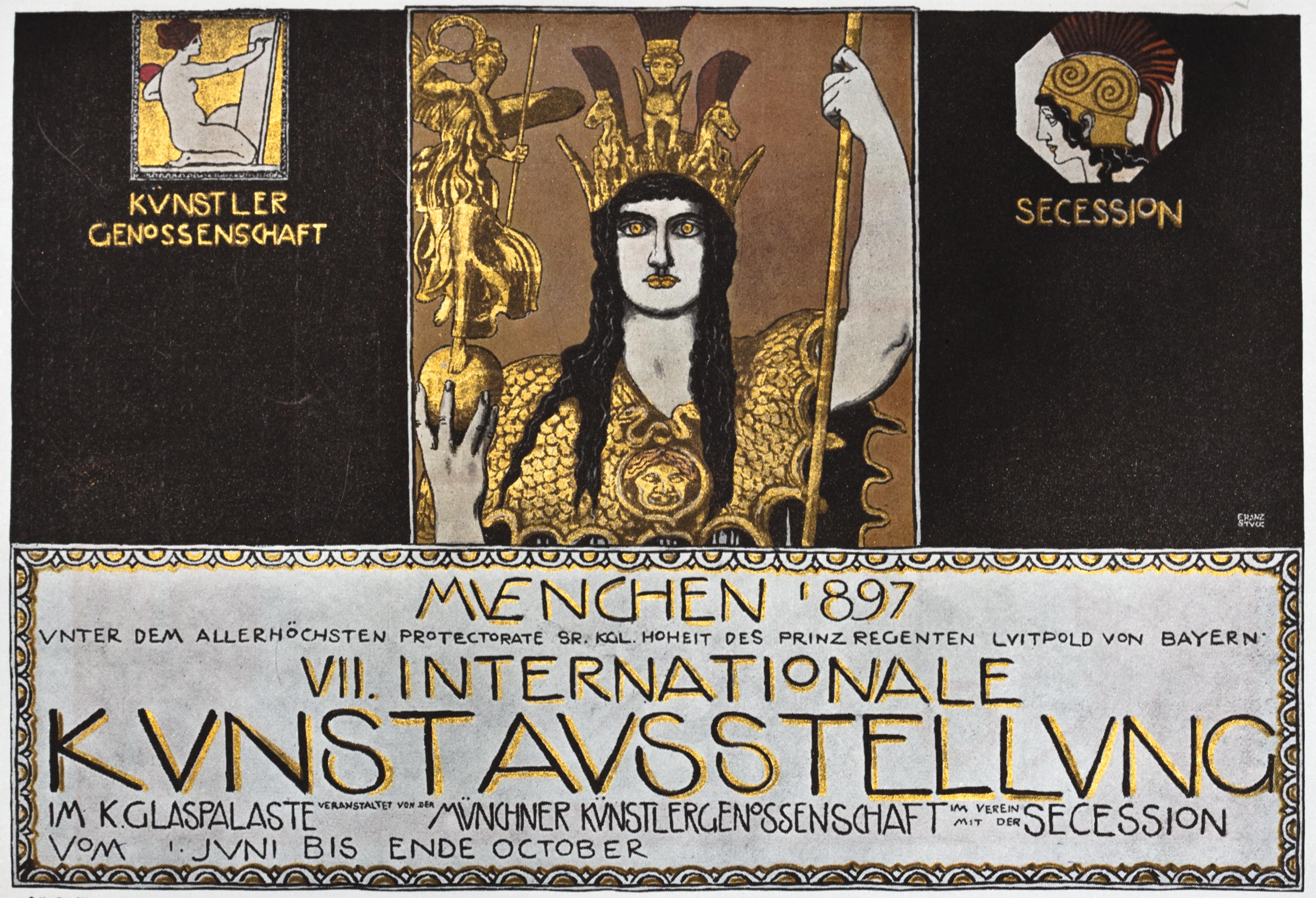
Cartel de la Secesión de Múnich.
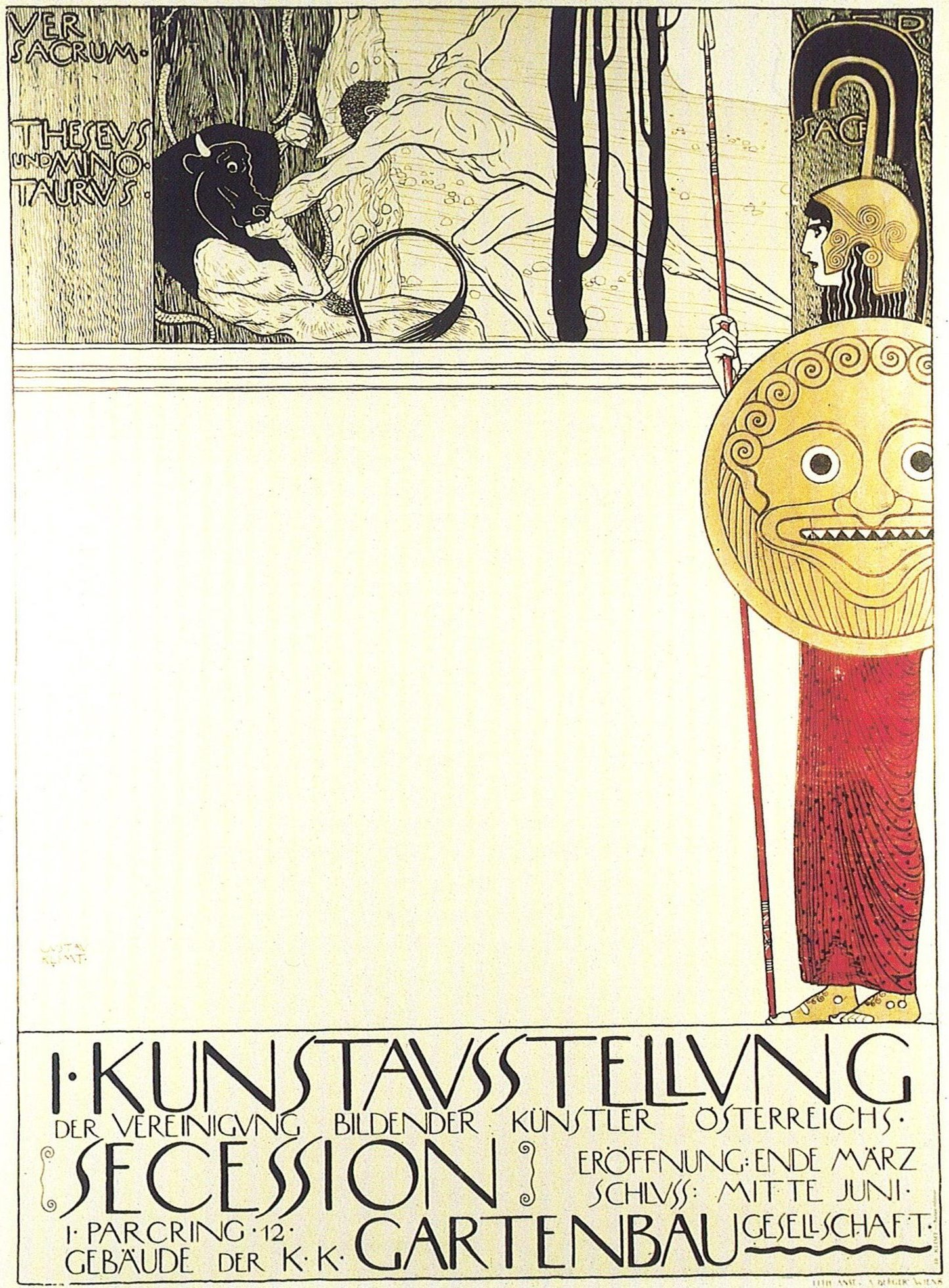
Cartel de la Secesión de Viena.